# Jane Fauntz
Jane Fauntz, później Manske (ur. 19 grudnia 1910 w Nowym Orleanie, zm. 30 maja 1989 w Escondido) – amerykańska skoczkini do wody i pływaczka,  medalistka olimpijska.

## Kariera sportowa
Największe sukcesy odniosła w skokach do wody, ale również z powodzeniem startowała w zawodach pływackich. 
W wieku 11 lat przeżyła wypadek, w którym niemal utonęła, co zmotywowało ją do nauki pływania. Pomimo poważnych obrażeń, jakie odniosła w wypadku samochodowym na 5 miesięcy przed igrzyskami olimpijskimi w 1928 w Amsterdamie wystąpiła na tych igrzyskach w wyścigu na 200 metrów stylem klasycznym, ale odpadła w półfinale. Na kolejnych igrzyskach olimpijskich w 1932 w Los Angeles zdobyła brązowy medal w skokach z trampoliny, przegrywając jedynie ze swymi koleżankami z reprezentacji Stanów Zjednoczonych Georgią Coleman i Katherine Rawls.
W 1929 w przeciągu pół godziny zdobyła mistrzostwo Stanów Zjednoczonych w skokach z trampoliny i pływaniu na 100 metrów stylem klasycznym.

## Późniejsza działalność
Po zakończeniu igrzysk olimpijskich pracowała jako modelka, m.in. dla domu towarowego Saks Fifth Avenue. Jej wizerunek pojawił się na opakowaniach płatków Wheaties, a także na okładkach magazynów Life i Ladies Home Journal. W 1936 wyszła za mąż za zawodnika futbolu amerykańskiego Edgara Manske.
Zmarła na ostrą białaczkę w 1989. Pośmiertnie w 1991 została przyjęta do International Swimming Hall of Fame.